# Национальная дорога
Национальная дорога (англ. National Road), также известная как Камберлендская дорога (англ. Cumberland Road) — первая крупная дорога в США, построенная федеральным правительством.

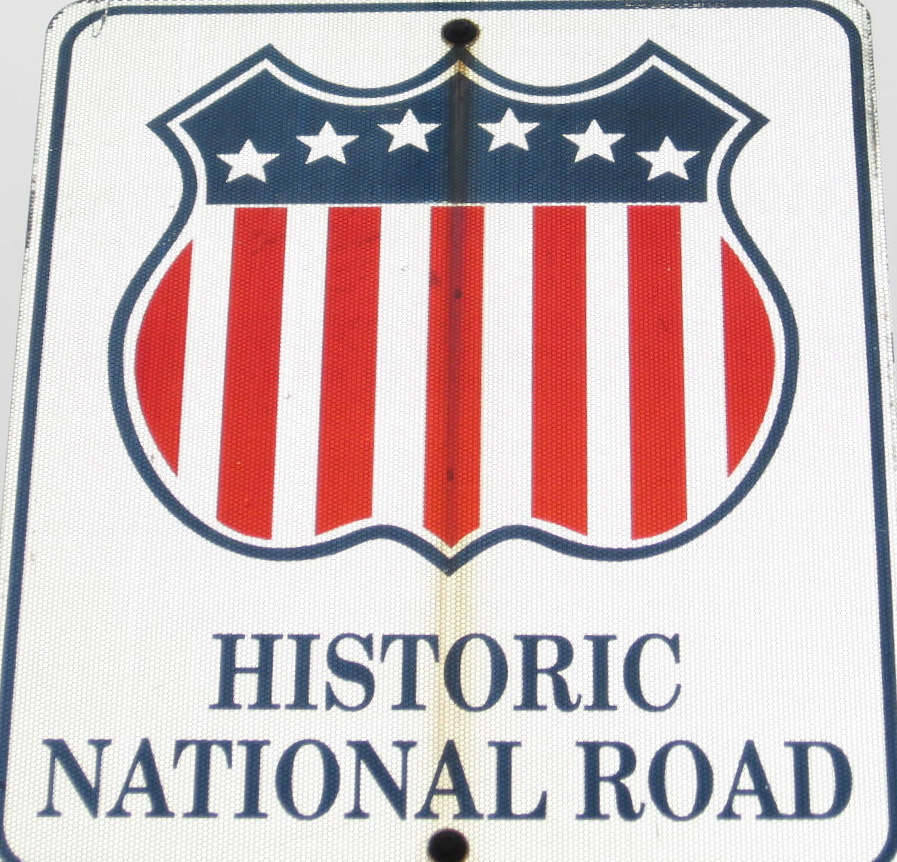
Знак национальной дороги в городе Ричмонд в Индиане

Строительство дороги на запад началось в 1811 году в Камберленде, штат Мэриленд, на реке Потомак.
К 1837 году дорога достигла Вандейлии в Иллинойсе, но после финансовой паники 1837 года и начала последовавшей за ней экономической депрессии финансирование из федерального бюджета прекратилось и строительство дороги было остановлено. Её длина составила 620 миль (1000 километров). В 1830-х годах она стала второй американской дорогой, покрытой щебнем, в соответствии с идеей Джона Макадама. Эта дорога была основным путём на Запад для многих тысяч переселенцев.